# Аукштуоляй (Расейняйський район)
Аукштуоляй (Aukštuoliai) — село у Литві, Каунаський повіт, Расейняйський район, Пагоюкайське староство, розташоване за 3 км від Восілішкіса. 2001 року в Аукштлайкісі проживало 13 осіб, 2011-го — 3.